# قرنطینه ۲۰۲۰ ووهان
قرنطینه ۲۰۲۰ ووهان (به انگلیسی: 2020 Hubei lockdowns) در ۲۳ ژانویه ۲۰۲۰، دولت مرکزی جمهوری خلق چین، ووهان و دیگر شهرهای هوبئی را تحت قرنطینه قرار داد تا از شیوع بیماری کورناویروس ۲۰۱۹ جلوگیری کند. این عمل نخستین بار در جهان اتفاق افتاده‌است که ۱۱ میلیون تن تحت قرنطینه قرار گیرند. سازمان جهانی بهداشت از این عملکرد چین تشکر کرد و آن را بیش از حد استاندارد و در تاریخ بی‌سابقه توصیف کرد.